# Godfather of Harlem
 (juillet 2022).
Si vous disposez d'ouvrages ou d'articles de référence ou si vous connaissez des sites web de qualité traitant du thème abordé ici, merci de compléter l'article en donnant les références utiles à sa vérifiabilité et en les liant à la section « Notes et références ».
Godfather of Harlem est une série télévisée américaine créée par Chris Brancato et Paul Eckstein, diffusée depuis le 29 septembre 2019 sur la plateforme de streaming MGM+. La série met en vedette Forest Whitaker dans le rôle de Ellsworth Johnson alias « Bumpy », quand il revient d'Alcatraz au début des années 1960.
En France, la série est diffusée depuis le 1er novembre 2020 sur Lionsgate+. Elle reste inédite dans les autres pays francophones.

## Synopsis
Au début des années 1960, Ellsworth « Bumpy » Johnson, fraîchement revenu d'Alcatraz, décide de reprendre le contrôle de Harlem. Parallèlement, Bumpy tente de faire valoir ses droits civiques. La collision entre sa vie criminelle et ses droits civiques va aggraver les problèmes que Bumpy a vis-à-vis de la justice.

## Distribution

### Acteurs principaux
- Forest Whitaker (VF : Thierry Desroses) : Ellsworth « Bumpy » Johnson
- Nigél Thatch (en) (VF : Jean-Baptiste Anoumon) : Malcolm X
- Ilfenesh Hadera (VF : Laëtitia Laburthe-Tolra) : Mayme Johnson
- Antoinette Crowe-Legacy (en) (VF : Virginie Emane) : Elise Johnson
- Rafi Gavron (VF : Théo Frilet) : Ernie Nunzi
- Lucy Fry (VF : Marie Tirmont) : Stella Gigante
- Erik LaRay Harvey (en) (VF : Frantz Confiac) : Del Chance
- Elvis Nolasco (VF : Stéphane Fourreau) : Nat Pettigrew
- Kelvin Harrison Jr. (VF : Martin Faliu) : Teddy Greene
- Vincent D'Onofrio (VF : Gilles Morvan) : Vincent Gigante
- Demi Singleton (en) (VF : Coralie Thuilier) : Margaret Johnson
- Giancarlo Esposito (VF : Serge Faliu) : Adam Clayton Powell Jr.
- Markuann Smith (VF : Günther Germain) : Junie Byrd

### Acteurs récurrents
- Paul Sorvino (VF : Jean-Claude Donda) : Frank Costello
- Chazz Palminteri : Joseph Bonanno
- Steve Vinovich : John Little McClellan (saison 1)
- Tramell Tillman : Bobby Robinson (saison 1)
- Deric Augustine : Cassius Marcellus Clay
- Rony Clanton (VF : Greg Germain) : Cecil Bradley
- Clifton Davis : Elijah Muhammad
- Kathrine Narducci : Olympia Gigante
- Roslyn Ruff (VF : Annie Milon) : Delia Greene
- Marc C. Donovan : Mike Wallace
- Joanne Kelly (VF : Marie Zidi) : Amy Vanderbilt (en)
- Afi Bijou (VF : Audrey Sourdive) : Marny
- Kevin Corrigan : Venero Frank « Benny Eggs » Mangano (en)
- Dominic Fumusa (VF : Mathieu Buscatto) : Louis Gigante (en)
- Luis Guzmán : Alejandro « El Guapo » Villabuena (saison 1)
- Justin Bartha (VF : Raphaël Cohen) : Robert Morgenthau (saison 2)
- Method Man : Samuel Christian (en) (saison 2)
- Ronald Guttman : Jean Jehan (saison 2)
- Gino Cafarelli : Fat Gino (saison 2)
- Isaach de Bankolé : Mister 98 (saison 2)

### Invités
- Jazmine Sullivan : Mary Wells (saison 1)
- Aloe Blacc : Lionel (saison 1)
- Samm Henshaw (en) : Sam Cooke (saison 1)
- Ivo Nandi : The Zip (saison 1)
- Sean Alan Krill : Lester L. Wolff (en) (saison 1)
- Michael Rispoli : Joseph Magliocco (en) (saison 2)
- Neal Matarazzo : le capitaine Mills
- Whoopi Goldberg (VF : Maïk Darah) : Miss Willa (saison 2)
- Grace Porter : Betty Shabazz (saison 2)
- ASAP Ferg : Reggie (saison 2)

- Version française
  - Studio de doublage : Dubbing Brothers
  - Direction artistique : Jean-Philippe Puymartin
  - Adaptation : Jonathan Amram

 Source et légende : version française (VF) sur RS Doublage

## Production

### Développement
Le 25 avril 2018, il a été annoncé que la chaîne Epix avait donné à la production une commande de série pour une première saison composée de dix épisodes dont la première prévue en 2019. La série sera écrite par Chris Brancato et Paul Eckstein qui seront également producteurs exécutifs aux côtés de Forest Whitaker, Nina Yang Bongiovi, James Acheson et Makuann Smith. Brancato agira également en tant que showrunner. Les sociétés de production impliquées dans la série comprennent ABC Signature Studios et Important Productions.
Le 19 juin 2018, il a été rapporté que John Ridley dirigerait le premier épisode de la série. En septembre 2018, Vincent D'Onofrio, Ilfenesh Hadera et Paul Sorvino sont respectivement annoncés dans la distribution de la série,,.
Le 12 février 2020, la série a été renouvelée pour une deuxième saison Une troisième saison est commandée le 13 janvier 2022, et une quatrième saison le 29 novembre 2023.

### Tournage
La photographie de la série aurait commencé en septembre 2018 à New York.

## Épisodes

### Première saison (2019)
1. Par tous les moyens nécessaires (By Whatever Means Necessary)
2. Le Murmure de la rue (The Nitty Gritty)
3. Notre heure viendra (Our Day Will Come)
4. Je suis le plus grand (I Am the Greatest)
5. Le Tout pour le tout (It's All in the Game)
6. Il Canto de Malavita (Il Canto de Malavita)
7. Maîtres de guerre (Masters of War)
8. Convalescence (How I Got Over)
9. D'une pierre deux coups (Rent Strike Blues)
10. Complications (Chickens Come Home to Roost)

### Deuxième saison (2021)
Elle a été diffusée à partir du 18 avril 2021.
1. French Connection (The French Connection)
2. Piquer comme une abeille (Sting Like a Bee)
3. L'Émeute du petit étal de fruits (The Fruit Stand Riot)
4. Le Geechee (The Geechee)
5. Le Monde est petit, après tout (It's Small World After All)
6. Le Bulletin de vote ou les balles (The Ballot or the Bullet)
7. L'Homme de l'année (Man of the Year)
8. Les Dix Harlems (Ten Harlems)
9. Bonanno Split (Bonanno Split)
10. La haine engendrée par la haine (The Hate That Hate Produced)

### Troisième saison (2023)
Elle est diffusée depuis le 15 janvier 2023 sur MGM+.
1. Être Noir dans l'Amérique Blanche (The Negro in White America)
2. Alzado (Alzado)
3. La Mecque (Mecca)
4. Capitaine Fields (Captain Fields)
5. L'ange de la mort (Angel of Death)
6. Les barbouzes (Spooks)
7. Toutes les routes mènent à Malcolm (All Roads Lead to Malcolm)
8. La patrie ou la mort ! (Homeland or Death)
9. Tous des Rois (We Are All Kings)
10. Notre prince noir (Our Black Shining Prince)

### Quatrième saison (2025)
Elle est diffusée depuis le 13 avril 2025 sur MGM+.
1. New Harlem
2. Country boy
3. The straw man
4. Union blues
5. Concrete jungle
6. The visit
7. The pawn goes first
8. If we must die
9. Black and white
10. Unity day

## Accueil
Pour la première saison, le site web d'agrégateur Rotten Tomatoes a rapporté un taux d'audiences de 92 % avec une note moyenne de 7,50 / 10, basée sur 25 avis. Sur le site Metacritic, il obtient un score de 72 sur 100, basé sur 10 critiques.